# 稀疏分布式存储器
稀疏分布式存储器（Sparse Distributed Memory）1988年由彭蒂·卡内尔瓦发明的用来模拟人类长期记忆的数学模型。该模型被用来存储和索引巨大量({\displaystyle 2^{1000}}bits)的信息（不关注信息的准确性），它使用模式来作为存储器地址，内容是通过地址的相似性来进行检索的。存储器地址全部在一个列表中，并且根据内容的相似性来进行检索。

## 公式
公式{\displaystyle 2^{n}}中的n是存储器空间的维度，{\displaystyle 2^{n}}是能该稀疏分布式存储器所能存储的元素数目。

### 临界距离（Critical Distance）
稀疏分布式存储器的临界距离能够被最小化如下公式并满足条件{\displaystyle d\in N} and {\displaystyle d\leqslant n}所定义。其证明可以在中找到

## 定义

### 概念
稀疏分布式存储器是对人类记忆的一种数学表示，并使用高维空间来帮模拟人类神经网络的巨大存储空间。 该模型使用汉明距离来度量为匹配比特位，并读取写入原地址和其附近的内容。人类记忆去相遇检索相似的内容（虽然他们可能并不相关）,例如“消防车和苹果都是红色的”。

### 神经元
神经元是能够在大脑内传递电信号的部件。它们被用来在稀疏分布式存储器中来发送和接受数据。神经元在该存储器系统中回忆和发送信息。

### 计算机
计算机的存储器是一种随机存储器(RAM)，所有的内容都在一个列表，或者数组中，计算机有地址解码器，能够将指定地址的内容取出。而稀疏分布式存储器中则将地址和相似地址的内容取出。

## 引用
1. 1 2  Kanerva, Pentti. . The MIT Press. 1988. ISBN 978-0-262-11132-4.
2. ↑  Brogliato, Marcelo Salhab.  (学位论文). 2012.
3. ↑  Pentti Kanerva. . Pennsylvania State University. 1993. CiteSeerX: 10.1.1.2.8403.
4. ↑  M. J. Flynn, P. Kanerva, and N. Bhadkamkar.  (PDF). Stanford University. December 1989  [1 November 2011].[永久]
5. ↑  C. George Boeree. . Shippensburg University. 2002  [2014-05-08]. （原始内容存档于2014-06-21）.
6. ↑  Mastin, Luke. .   [10 November 2011]. （原始内容存档于2014-05-22）.